# Geminozetes silvanus
Geminozetes silvanus är en kvalsterart som först beskrevs av Valerie M. Behan-Pelletier 1998.  Geminozetes silvanus ingår i släktet Geminozetes och familjen Ceratozetidae. Inga underarter finns listade i Catalogue of Life.